# 馬祖境天后宮
馬祖境天后宮，又稱馬港天后宮、南竿媽祖廟，是位於中華民國福建省連江縣南竿鄉的媽祖廟，在馬祖港旁面向大海，信仰者眾、香火鼎盛，是馬祖地區重要的信仰中心。正殿有「媽祖靈穴」，當地人咸信為媽祖墓穴所在。

## 來由

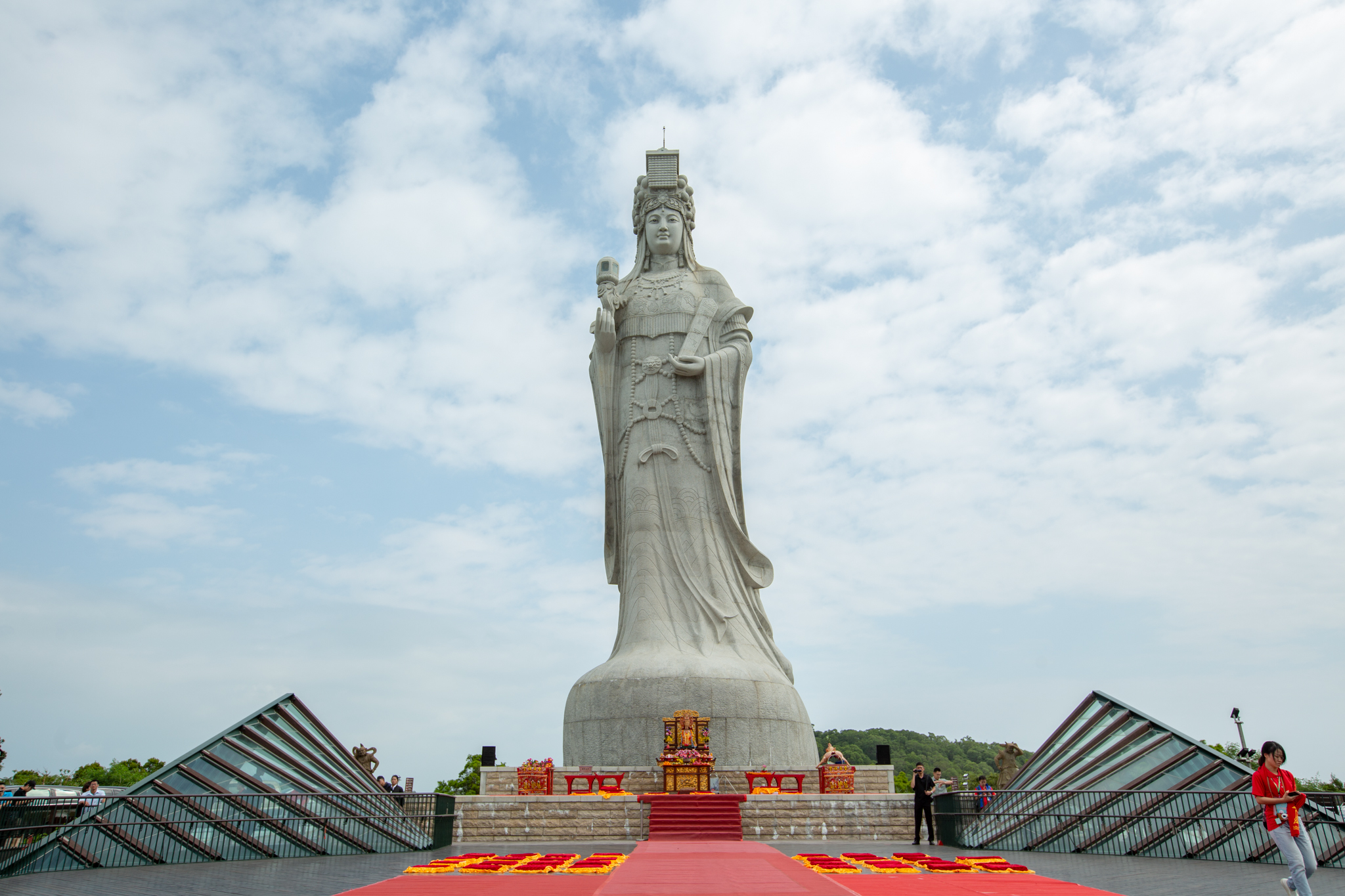
馬祖南竿鄉媽祖宗教園區之媽祖巨神像

馬祖列島因馬祖澳的天后宮而得名，馬祖澳位於南竿西側，早在宋朝時就有人在此居留，在這裡曾採集到宋朝瓷片。「三山志」也記載南竿為「上竿塘」，至明清時代才改為南竿塘。清道光年間鴉片戰爭後，福州開放口岸通商，由於馬祖村天后宮位於閩江口外航運要道，具有航標作用。清光緒二十年，英國海軍海圖官局，將馬港天后宮測繪在南竿的地圖上，那時即稱南竿島為「馬祖」島，這是文獻上最早出現「馬祖」島的地名，可見馬祖地名與天后宮有著密切的關係。
南竿馬祖村居民口耳相傳，媽祖生於宋太祖建隆元年，卒於宋太宗雍熙四年，五歲時能誦《觀音經》，與神佛解下宿緣，長大後能通悟祕法，預知福禍，為鄉民驅邪祛病，極受里人愛戴，她經常乘船渡海，雲遊島嶼間，憑著其神通與一身好水性，在海上多次拯救遇難漁民和商旅，被人們稱呼為「神女」或「龍女」，有一次暴風雨天其父兄出海捕魚未歸，她便投海救父，卻不幸遭惡浪吞噬，屍身漂至村內澳口，後經居民發現後拾起安葬，民眾為感其孝心，以雕刻鳳紋的石棺厚葬。媽祖生前為善人間，又得地靈之利，於農曆九月初九在此羽化昇天。明朝時，媽祖受封為天妃；清康熙時晉封為天后，也就是天上聖母的別稱；因此，供奉媽祖的廟便命名為天后宮。
早年廟貌陳舊，民國32年和平救國軍司令張逸舟曾督飭重建，後又經多次整修。現為宮殿式建築，整體莊嚴，並且結合兩岸三地工匠共同完成，雕樑畫棟、精緻堂皇。本廟曾舉辦全縣無數場大型信仰文化活動，並經常與兩岸三地各天后宮往來會香，是馬祖香火最旺的廟宇。每年媽祖農曆生日時，都會舉辦盛大的慶祝及繞境活動，當晚燈火通明，鞭炮聲不絕於耳，廟會氣氛濃厚。

## 傳奇

### 媽祖靈穴

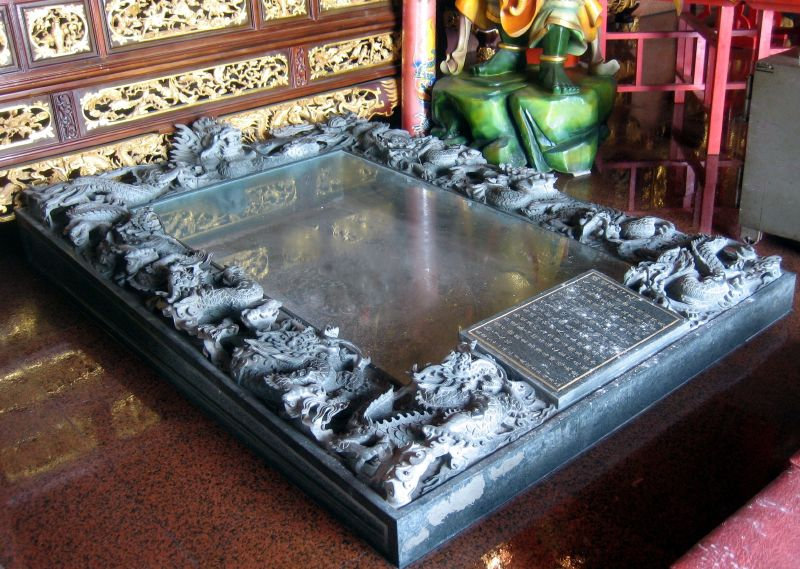
媽祖林默之墓

媽祖墓穴是靈氣聚集所在，稍有人為干擾或毀損意圖，媽祖立刻顯靈阻止，據說民國五十二年，國軍部隊進駐廟內辦理伙食，不慎將廟一隅燒毀，為平息鄉民眾怒，軍方允諾協建，施工至舖地磚時，因工兵不敬任意將地磚舖蓋於墓石之上；次日，上工時竟然發現墓石上地磚皆支離破碎，其餘地面完好如初。經擲茭請示，媽祖示意：「不得改變原貌」。至民國九十年重建天后宮時，工人惟恐傷及聖物，欲暫時搬移原址，正用電鑽鑽地時，不料鋼硬無比的鑽頭突然斷裂，廠商擲茭請示媽祖後得知：「此乃靈穴不可更動」。當大廟落成，進行墓石彩繪時，任何材質的塗漆，皆難以著色，再經媽祖諭示：「墓石鳳雕圖樣保持原色」。廟方乃順媽祖諭旨保持原樣，以強化玻璃罩蓋靈石，並立碑記以示媽祖崇德。

### 媽祖火
馬祖先民因漁船設備不如現今先進，出海捕魚若遇暴風雨或迷航則危機重重。相傳在遇暴風雨前夕，或是在海中迷航時，能見一團火球指引漁民返回港口，先民咸謂媽祖顯靈  ，稱為「媽祖火」，也稱「媽祖燈」。

## 祀神
馬祖土地有限，所建廟宇多為一大殿形式，神龕多為一字排開皆面朝外，不像台灣廟宇設有前殿、後殿、左廂、右廂等空間。主神龕前多立有左右護法神及其香案。
- 大殿奉祀主神：天上聖母（媽祖）、臨水夫人、千里眼將軍（龕前右護法）、順風耳將軍（龕前左護法）
- 大殿龍邊第二龕：白馬尊王、白馬尊王夫人
- 大殿龍邊第三龕：伍顯神君、天元帥
- 大殿龍邊側龕：太歲星君
- 大殿虎邊第二龕：威武陳將軍
- 大殿虎邊第三龕：福德正神

## 祀典
該廟重大祭祀典禮有：
- 正月十五日：元宵節擺暝
- 三月廿三日：媽祖聖誕
- 九月初九：媽祖昇天祭
- 冬至

## 特色
- 該廟擁有世界唯一媽祖得道昇天靈穴。
- 登山家李小石攀登喜馬拉雅山聖母峰所背著的媽祖聖像供在本宮正殿，時人謂之「登上聖母峰的聖母」。
- 媽祖宗教園區建有臺灣最高石造媽祖巨神像

## 周邊
- 媽祖宗教園區：建有媽祖巨神像，高28.8公尺。
- 馬祖港
- 馬祖劍碑
- 連江縣立中正國中小

## 參照
- 媽祖
- 馬祖
- 金板境天后宮
- 福正境天后宮

## 外部連結
- 馬祖境天后宮
- 南竿媽祖廟保有衣冠塚　想整建就有靈異現象